# Юкка Віландер
Юкка Віландер (фін. Jukka Vilander; 27 листопада 1962, м. Наанталі, Фінляндія) — фінський хокеїст, нападник. 
Вихованець хокейної школи ТПС (Турку). Виступав за ТПС (Турку), ХК «Есб'єрг», ХК «Герлев».
У складі національної збірної Фінляндії учасник чемпіонатів світу 1986, 1989 і 1990 (30 матчів, 12+5). 
Досягнення
- Чемпіон Фінляндії (1989, 1990, 1991, 1993), срібний призер (1982, 1985, 1994)
- Чемпіон Данії (1996)
- Володар Кубка Європейських чемпіонів (1994)

Після завершення ігрової кар'єри працював головним тренером ХК «Есб'єрг», ХК «Герлев».